# Libardo López Gómez
Libardo López Gómez (Colombia, Siglo XX - Montería, 23 de noviembre de 1994) fue un político colombiano, que se desempeñó como Gobernador de Córdoba.

## Reseña biográfica
Fue, junto con Remberto Burgos Puche, uno de los promotores de la creación del Departamento de Córdoba.
Fue fundador, junto con su hermano Edmundo López Gómez, del movimiento Mayorías Liberales, que ha sido el partido hegemónico en Córdoba desde su fundación. También se desempeñó como Representante a la Cámara por Córdoba, Senador de Colombia, Concejal y Alcalde de Montería y Embajador de Colombia en Panamá. También se desempeñó como diputado a la Asamblea Departamental de Bolívar, en 1943, cuando Córdoba aún era parte del Bolívar Grande. 
Siendo Embajador en Panamá recuperó los derechos de Colombia sobre el canal de Panamá, que se habían entregado en el tratado Torrijos-Carter.
En la consulta liberal apoyó la postura del presidente Ernesto Samper, y apoyó, junto con el también congresista Jorge Ramón Elías Náder, la candidatura a la Gobernación de Abelardo De la Espriella Juris, quien fue derrotado por Carlos Buelvas Aldana.
Casado con Dalila Cabrales, tuvo 4 hijos, de los cuales 2, Libardo José y Juan Manuel, fueron Gobernadores de Córdoba. Un hermano suyo fue el también gobernador Jesús María López Gómez.
Falleció al mediodía del 23 de noviembre de 1994 en un hospital de Montería, tras varios días en coma.